# Shirley Fernández Bellas
Shirley María Fernández Bellas (Viveiro, 1996) è una pilota di rally spagnola.

## Biografia
Con il padre co-pilota Antonio "Cubi" Fernández Basanta nel 2023 ha vinto il Campionato spagnolo di regolarità per veicoli ibridi.. Nel 2024 ha preso parte alla FIA ecoRally Cup e ha conquistato il secondo posto nell'eRally Iceland. Nello stesso anno ha conquistato un successo e due terzi posti nell'EcoRally Cup China.